# B-glukogalin—tetrakisgaloilglukoza O-galoiltransferaza
B-glukogalin—tetrakisgaloilglukoza O-galoiltransferaza (EC 2.3.1.143, beta-glukogalin-tetragaloilglukoza 4-galoiltransferaza, beta-glukogalin:1,2,3,6-tetra-O-galoilglukoza 4-O-galoiltransferaza, beta-glukogalin:1,2,3,6-tetra-O-galoil-beta-D-glukoza 4-O-galoiltransferaza) je enzim sa sistematskim imenom 1-O-galoil-beta--glukoza:1,2,3,6-tetrakis-O-galoil-beta-D-glukoza 4-O-galoiltransferaza. Ovaj enzim katalizuje sledeću hemijsku reakciju
1-O-galoil-beta--glukoza + 1,2,3,6-tetrakis-O-galoil-beta--glukoza {\displaystyle \rightleftharpoons } D-glukoza + 1,2,3,4,6-pentakis-O-galoil-beta-D-glukoza

## Literatura
- Nicholas C. Price; Lewis Stevens (1999). Fundamentals of Enzymology: The Cell and Molecular Biology of Catalytic Proteins (Third изд.). USA: Oxford University Press. ISBN 019850229X.
- Eric J. Toone (2006). Advances in Enzymology and Related Areas of Molecular Biology, Protein Evolution (Volume 75 изд.). Wiley-Interscience. ISBN 0471205036.
- Branden C; Tooze J. Introduction to Protein Structure. New York, NY: Garland Publishing. ISBN 0-8153-2305-0.
- Irwin H. Segel. Enzyme Kinetics: Behavior and Analysis of Rapid Equilibrium and Steady-State Enzyme Systems (Book 44 изд.). Wiley Classics Library. ISBN 0471303097.

## Spoljašnje veze
- Beta-glucogallin—tetrakisgalloylglucose+O-galloyltransferase на 